# チボダス植物園
チボダス植物園（Kebun Raya Cibodas）はインドネシアのジャワ島西部のチボダス地域のゲデ山（Gede）山麓にある植物園である。現在はインドネシア科学研究所（Lembaga Ilmu Pengetahuan Indonesia）が運営している。海抜1300mから1425mの高地にあり、約85ヘクタールの広さを持つ。年間の平均気温は約20度で湿度は81%である。

## 歴史と概要
1852年にボゴール植物園（当時の呼称はLands Plantentuin te Buitenzorg）の学芸員、ヨハネス・エリアス・テイスマンが植物園の分園として設立し、その後、植物園の第3代園長、ルードルフ・スヘッフェルがレイアウトを完成させた。亜熱帯の植物の栽培のために高地に設けられた。1854年にキニーネの生産のためのキナノキが栽培された。この種子はユストゥス・カール・ハッスカールが南米から持ち出し、ジャワ島へもたらしたものである。オーストラリア原産のユーカリやヨーロッパの針葉樹が栽培された。
320種のラン、289種のサボテン、22種の多肉植物など約10,00種の植物が栽培されている。西ジャワ原産の植物の比率は小さい。標本館には5000種ほどの標本が保存されている。
ランやサボテンなどを栽培する温室と野外展示があり、野外はサクラ庭園、藻類庭園、シャクナゲ庭園、シダ庭園、薬草庭園などに分かれている。2014年に食虫植物を栽培するHouse of Nepenthes (Rumah Kantung Semar)が新設された。

## 植物園の画像

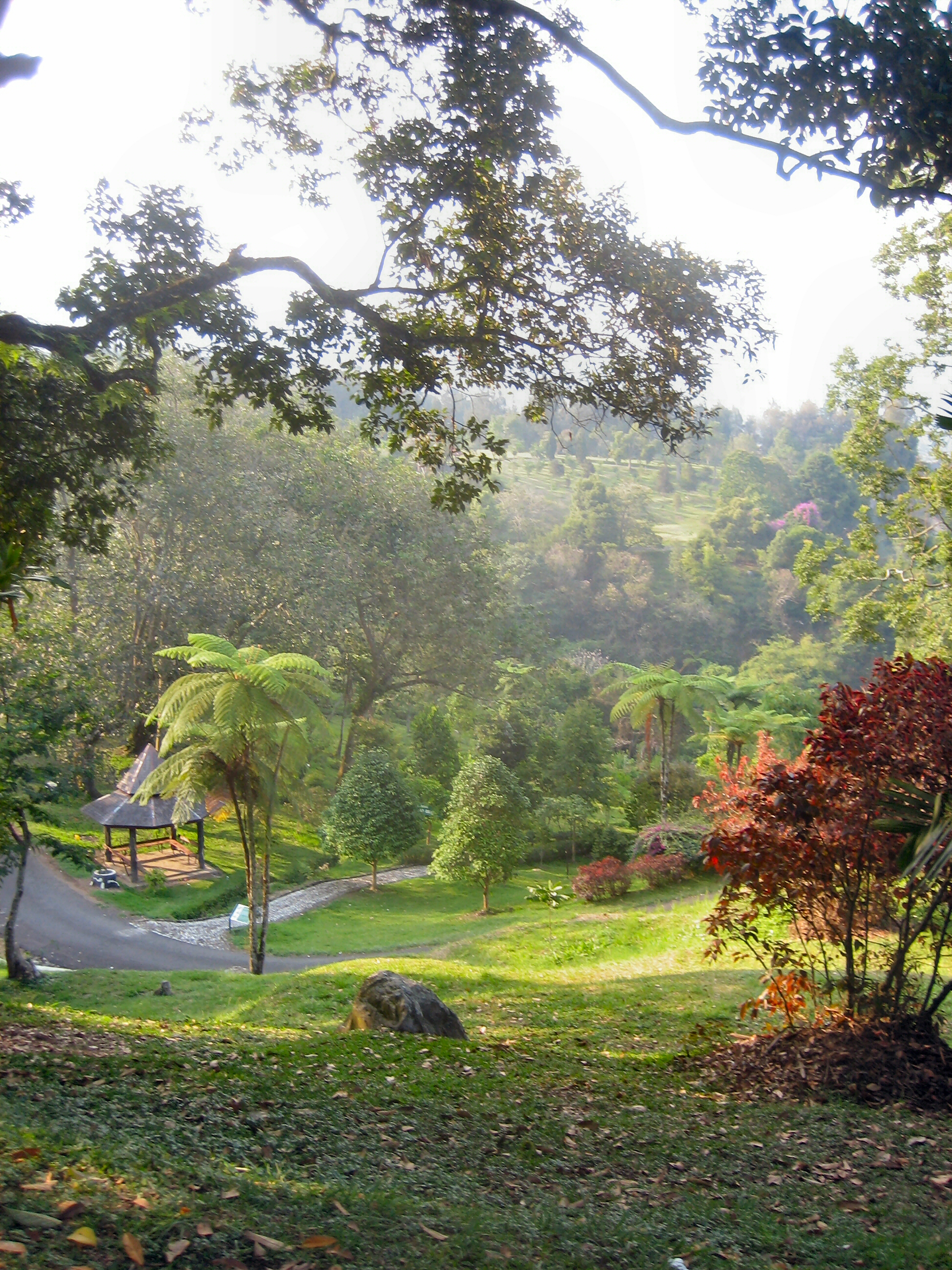
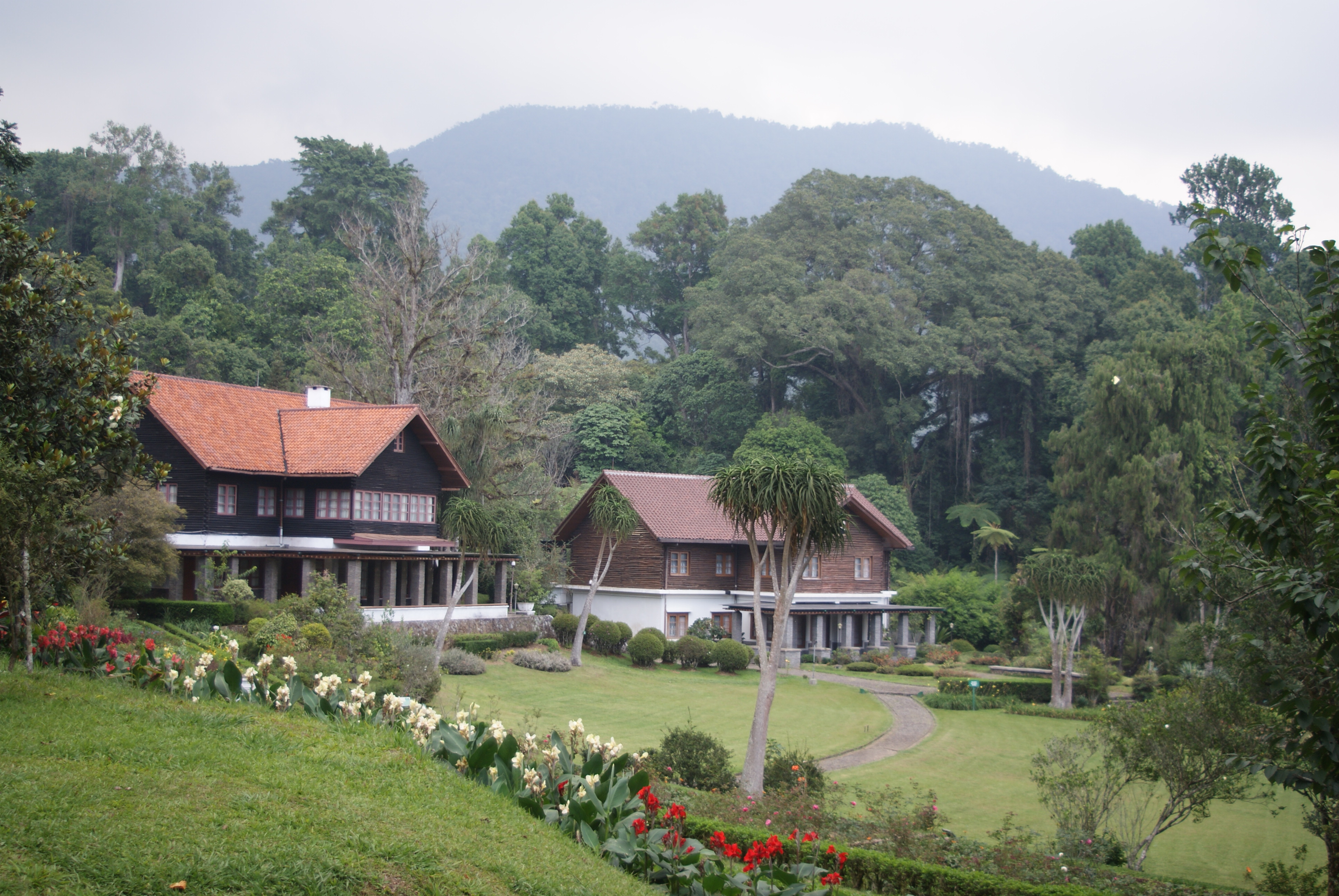
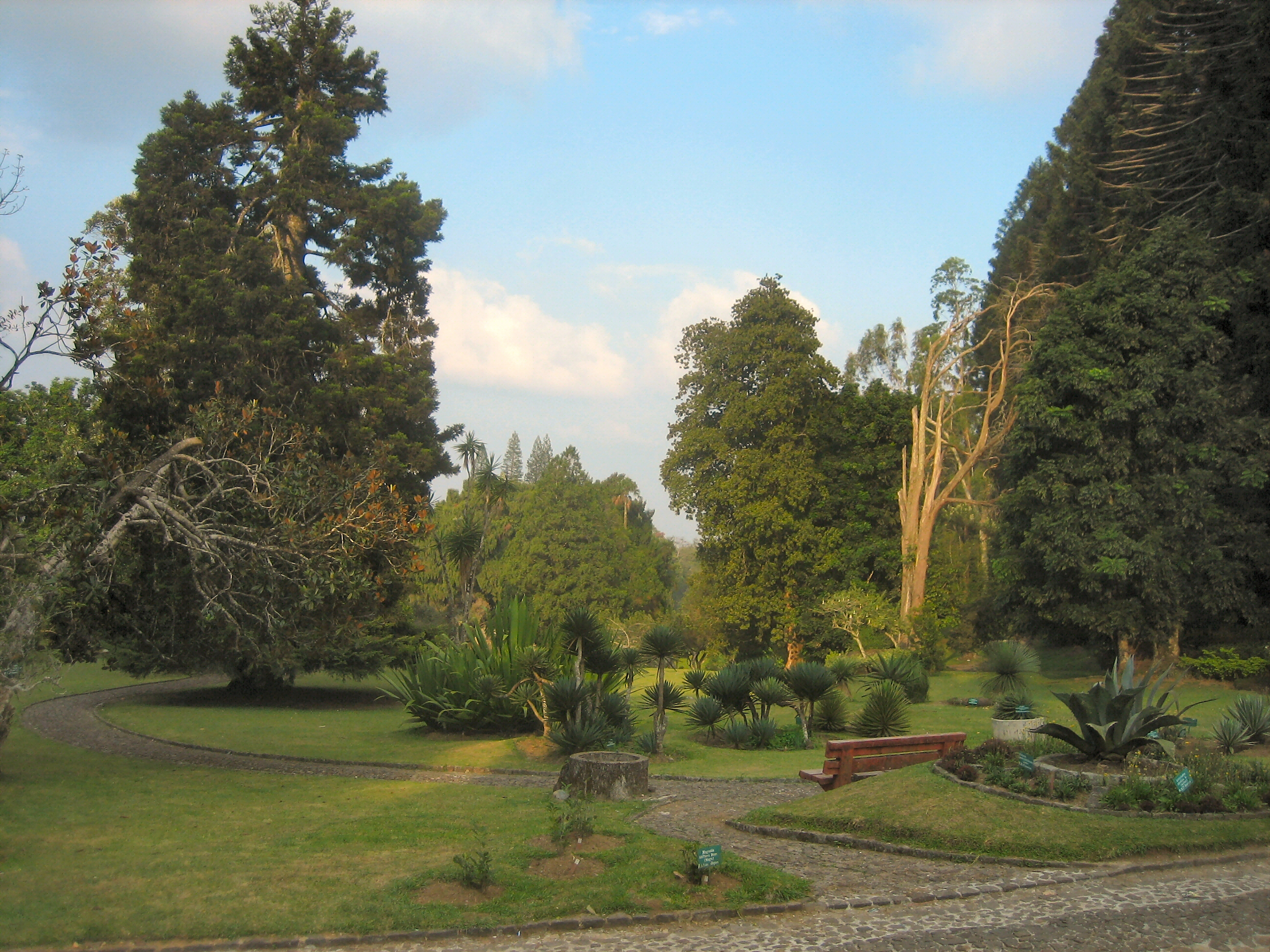
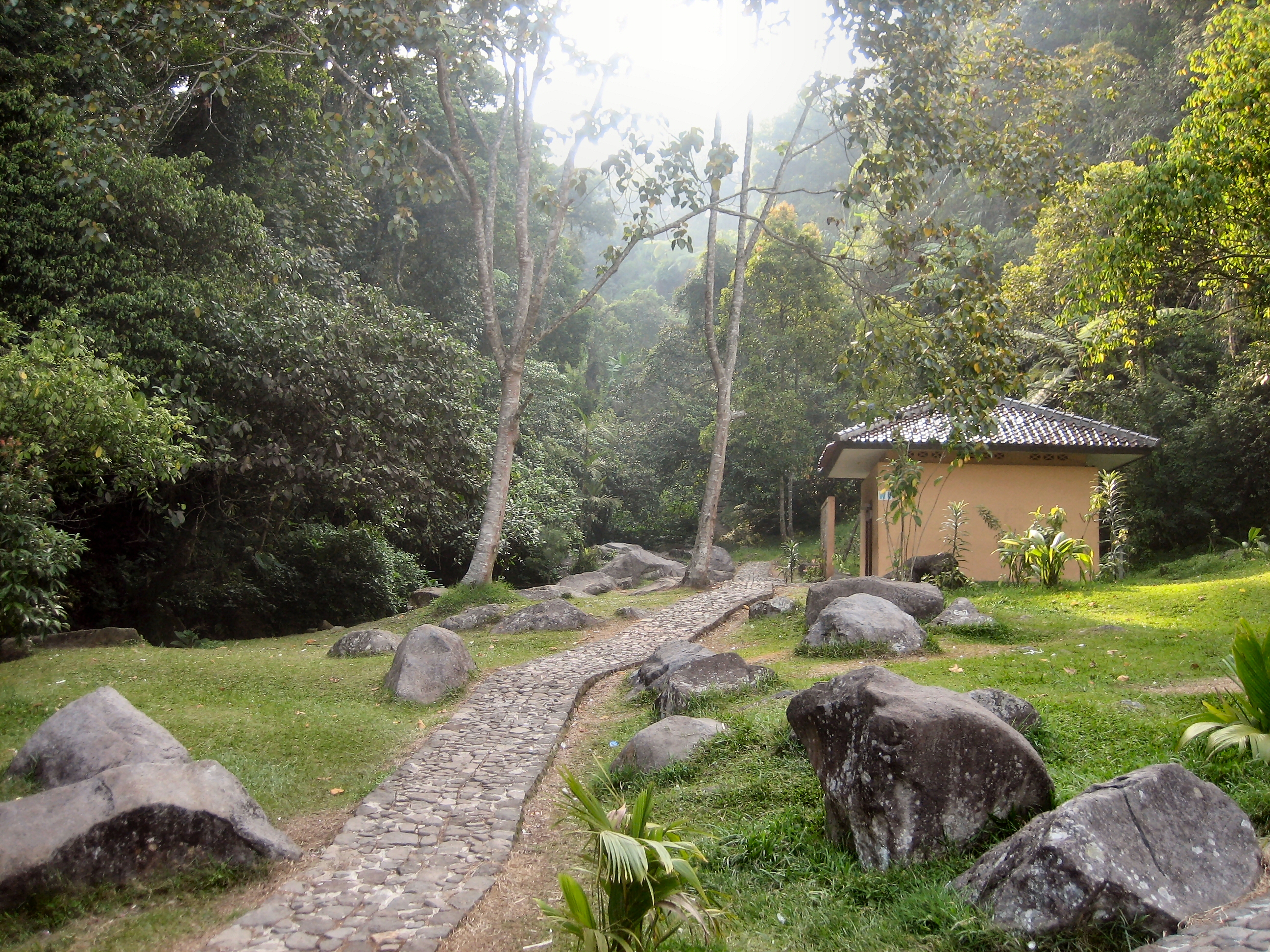
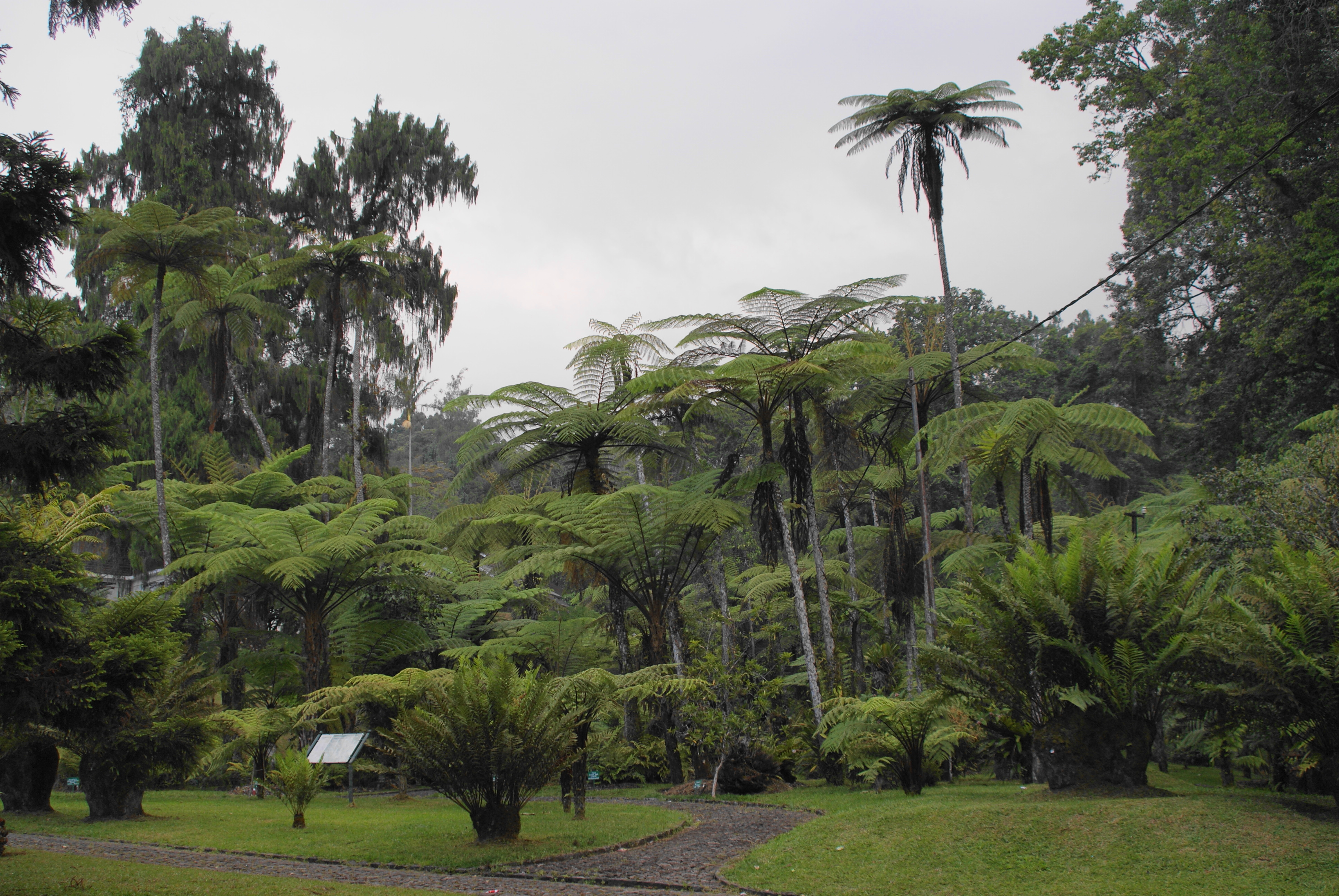